# Monsters (Vola)
Monsters è il secondo EP del gruppo musicale danese Vola, pubblicato il 1º ottobre 2011.

## Descrizione
Autoprodotto dal gruppo, il disco si compone di quattro brani nei quali i Vola hanno sperimentato per la prima volta l'utilizzo della chitarra a sette corde e della poliritmia. Inoltre, si tratta della prima pubblicazione insieme al bassista Nicolai Mogensen e il batterista Felix Ewert, nonché l'ultimo con Niels Dreijer, che ha lasciato la formazione l'anno successivo, portando i Vola a un quartetto.

## Tracce
Testi e musiche di Asger Mygind.
1. I Am Not Here – 5:42
2. Black Box – 5:24
3. Controllable – 4:57
4. Enter – 5:41

## Formazione
Gruppo
- Asger Mygind – chitarra, voce
- Niels Dreijer – chitarra, voce
- Nicolai Mogensen – basso
- Martin Werner – tastiera
- Felix Ewert – batteria

Produzione
- Asger Mygind – missaggio
- Jens Bogren – mastering